# Victor Ciocâltea
Victor Ciocâltea (n. 16 ianuarie 1932, București – d. 10 septembrie 1983, Manresa, Spania) a fost un șahist din România.

## Viață sportivă
A primit titlul de „Maestru internațional” în 1957 și cel de „Mare maestru internațional” în 1978.
Una din partidele sale memorabile este cea de la a XVI-a Olimpiadă de șah, de la Varna, Bulgaria, din 1962, în care l-a învins pe Bobby Fischer.
Victor Ciocâltea a câștigat Campionatul național de șah al României în 1952, 1961, 1969, 1970, 1971, 1975 și 1979. A reprezentat România la 11 Olimpiade de șah între 1956-1982.
Victor Ciocâltea a decedat la masa de șah în timpul unei partide din cadrul unui turneu de șah din Spania în 1983.
Începând cu 1984, Asociația RATB organizează la București anual un turneu memorial numit în cinstea lui.